# God of War (комикс)
God of War — это серия из шести американских комиксов ограниченной серии, входящих в игровую вселенную God of War. Комиксы были написаны Марвом Вольфманом, над рисунками работал Андреа Соррентино, а обложки для каждого выпуска были созданы Энди Парком. Первые пять выпусков God of War были изданы компанией WildStorm. Из-за закрытия компании в декабре 2010 года, последний номер комикса был опубликован их материнской компанией DC Comics в январе 2011 года. Позднее, в марте того же года, вышел сборник всех выпусков комикса. Выход первого выпуска совпал с выпуском видеоигры God of War III, который вышел также в марте 2010 года.
В комиксах рассказывается о приключениях Кратоса, главного героя серии. Большая часть истории рассказана в флэшбеках, представленных как воспоминания протагониста. В воспоминаниях Кратос пытается спасти свою умирающую дочь, Каллиопу, а в настоящее время он пытается уничтожить амброзию, чтобы предотвратить воскрешение бывшего бога войны Ареса.
Серия получила неоднозначные отзывы. Некоторые критики высоко оценили работу Вольфмана, в то время как другие говорили, что история, рассказанная в комиксе, не имеет смысла. Рисунки Соррентино подверглись критике за то, что были «мутными», но некоторые хвалили их за то, что они отлично справлялись с настройкой тона и атмосферы комиксов.

## История
Серия комиксов была анонсирована в 2009 году на Comic-Con International, и первый номер планировали выпустить в октябре 2009 года, но его запуск был отложен до момента выхода God of War III. Вице-президент по маркетингу продукции SCEA Скотт А. Штейнберг сказал: «Мы очень рады работать с крупнейшим в мире издателем комиксов [DC], чтобы принести одну из наших самых любимых франшиз на PlayStation … поклонникам комиксов». В интервью сайту IGN сценарист сериала Марв Вольфман заявил, что когда услышал слухи о сериале, он сразу же начал настаивать, чтобы его выбрали в качестве писателя, потому что God of War является одним из его любимых видеоигр. Он заявил, что он уже играл в первые две игры и, что никакого дополнительного исследования вселенной франшизы не было сделано, и «это потому, что [он] любит игру, в вселенной которой [он] хотел сделать комикс». Вольфман сказал, что получил копии сценариев для всех игр, и заявил, что он очень тесно сотрудничал с Santa Monica — разработчиком серии игр — и связал рассказ комикса непосредственно с историей в играх. Сценарист признался, что Santa Monica обеспечила соответствие истории комикса мифологии, показывая новые факты о прошлом Кратоса.
В интервью Comic Book Resources, Вольфман заявил, что разработчики будут использовать в комиксе два периода времени, с прошлыми событиями, влияющими на повествование в настоящем. Он представил новых персонажей, например, Никоса, капитана Кратоса в спартанской армии. Он заявил, что финальный сценарий представляет собой комбинацию его идей и диалога, подходящего для персонажа Santa Monica. Соррентино сказал, что «сначала было ясно, что в этом проекте Sony и DC [Comics] хотели чем-то отличиться от классического комикса. Поэтому я просто взял свой обычный стиль и добавил к нему что-то новое, например, цвета из палитры игр серии». Он отметил, что легко адаптировал свой стиль рисования к написанию Вольфмана, который «действительно хорошо работал, демонстрируя драматические и эпические сцены». Соррентино использовал цвет для придания собственной атмосферы каждой сцене, добавляя горячие цвета (красный, оранжевый или коричневый) в сценах действия и холодные (зелёный или светло-синий) в других.
Выпуски выходили раз в два месяца с марта 2010 до января 2011 года. В марте 2011 года вся серия была собрана в мягкую обложку для продажи.

## Синопсис

### Сеттинг
Как и в видеоиграх, действие серии комиксов проходит в альтернативной версии Древней Греции, населённой богами-олимпийцами и другими существами из греческой мифологии. История разделена между двумя главами в хронологии видеоигр: период до Ascension и более поздний период между God of War и Ghost of Sparta. В большинстве выпусков о событиях прошлого повествуется посредством ретроспективных эпизодов с эпизодическим показом текущих событий. В обоих временных периодах главный герой Кратос пересекает Древнюю Грецию и Эгейское море в поиска амброзии Асклепия.

### Персонажи
Как и в серии видеоигр, главным протагонистом комикса является Кратос. История делится на два периода в жизни Кратоса; его юношеская подготовка и жизнь в спартанской армии, когда он был невольным слугой Ареса в поисках амброзии, и повествование настоящее, в котором он взял на себя роль бога войны после победы над Аресом. В сегментах историй, установленных в прошлом, есть несколько богов-олимпийцев, включая Ареса, Артемиду, Аида, Гелиоса, Гермес и Посейдона. В настоящем времени Кратос встречает своего союзника и наставника Афину и гекатонхейра, служащего Хаосу. Эпизодическими персонажами первого приключения Кратоса являются капитан Никос, король Спарты; жена Кратоса Лисандра и дочь Каллиопа. Слугами богов являются: Потиа, слуга Артемиды и королева амазонского племени; Кереон, огненный слуга Гелиоса; Данаус, слуга Гермеса, который может контролировать зверей; Геродиус, слуга Посейдона из деревни Тера и Алрик, слуга Аида и вождь варваров.

### Сюжет
Настоящее время: История рассказазывается после уничтожения Кратосом бывшего бога войны, Ареса. Теперь новый бог войны Кратос пытается уничтожить легендарную амброзию Асклепия, эликсир с магическими целебными свойствами, который он искал, когда был солдатом в Спарте. Во время своих поисков Кратос вспоминает обо времени, когда он в прошлый раз искал амброзию, чтобы спасти свою новорожденную дочь Каллиопу, которая страдала от чумы.
Воспоминания: Кратос путешествует со спартанцами, чтобы найти амброзию. Во время того путешествия он берёт совет у капитана Никоса, своего начальника в спартанской армии, который в ответ рассказывает ему о спартанском кодексе чести. В это время некоторые из олимпийских богов — Артемида, Аид, Гелиос, Гермес, Арес и Посейдон — принимают участие в пари. Каждый из них выбирает своего слугу, который ищет амброзию и тот бог, чей слуга выигрывал, получает награду. Кратос убивает первых двух слуг — Геродиуса и Потию — и отражает атаки монстров, посланных богами, чтобы помешать ему. Отчаянный Аид убивает Никоса, который жертвует собой, чтобы спасти Кратоса, тем самым протагонист становится капитаном спартанского войска. Данаус убит Алриком, который сохраняет голову Данауса, чтобы обладать его магическими способностями. Кратос находит Древо Жизни, источник амброзии, расположенное на небольшом острове, и противостоит Кереону. После того, как он почти сожжён заживо, Кратос топит своего врага и успешно достаёт амброзию, но когда он уходит, он и его спартанские войска попадают в засаду орды варваров Алрики. Когда Аид наблюдает за спартанцами, победившими варваров, он пытается перетащить спартанцев в Подземный мир. Алрик использует голову Данауса, чтобы вызвать Рух, которая нападает на Кратоса, но он улетает на похожей птице с украденной амброзией. Кратос преследует Алрика на захваченной Рух, зная, что, хотя его люди будут отправлены в Подземный мир, они будут знамениты в Спарте за их жертву. Во время битвы протагониста и варвара Алрик сильно ранил Кратоса. Спартанец, однако, обливается амброзией и его раны заживают. Кратос получает контроль над головой Данауса и использует свою силу против Алрика, который разорван Рух. Будучи также облитым амброзией, Алрик возрождается только для того, чтобы быть убитым ещё раз. Затем Кратос убегает и возвращается в Спарту с амброзией, спасая свою дочь и отдавая королю Спарты оставшуюся часть эликсира, который затем официально награждает Кратоса званием капитана в спартанской армии. Расстроенный тем, что проиграл пари, Аид воскрешает Алрика, который становится королём после того, как его отец умирает и клянётся мстить Кратосу.
Настоящее время: В настоящем Кратос преодолевает несколько препятствий в своём стремлении найти амброзию, в том числе победив гигантского паука и игнорируя просьбы Афины, которая просит его прекратить поиски. Вернувшись на остров, Кратос обнаруживает, что этот остров на самом деле является одним из гигантских слуг Хаоса, гекатонхейров. Оскорбленный гекатонхейр объясняет, что Кратос сорвал его план по использованию эликсира, который ему нужен был, чтобы воскресить своих братьев Брирауса и Коттуса, а затем вернуть власть над миром. В своём огненном сражении с Кереоном Кратос непреднамеренно сжёг сорок рук гекатонхейра, а затем украл амброзию. Без оружия и он не мог добраться до амброзии и гигант был вынужден ждать возвращения Кратоса. Во время битвы Кратос рассказывает, что он стремится уничтожить эликсир, чтобы не допустить, чтобы слуги убитого бога Ареса воскресили своего хозяина. Затем Кратос использует Огонь Аполлона, чтобы уничтожить Древо Жизни и гекатонхейра.

## Восприятие

Рисунки Андреа Соррентино в третьем номере комикса God of War

Серия комиксов получила неоднозначные отзывы. Майк Мёрфи из Platform Nation заявил, что, хотя данные комиксы служат хорошим приквелом к серии видеоигр, «история увязла в ужасных рисунках … [они] грязные, запутанные и выводят вас из того, что происходит в комиксе». Оценив серию на 5 из 10, Мёрфи сказал, что он «не может дать почитать это даже бескомпромиссным поклонникам God of War», которые должны «пропустить это».
Прочитав первый выпуск комикса God of War, Джо Джуба из Game Informer сказал: «Если у вас есть выбор между чтением этого комикса и чем-то другим, вы должны сделать что-то другое … снова сыграть в God of War III». Несмотря на то, что комикс был написан Марвом Вольфманом, он сказал, что эта история не удовлетворяет поклонников серии видеоигр: «Я не думаю, что эта история имеет смысл, и она не вносит вклад в общие знания о вселенной, она просто нужна, чтобы побудить Кратоса на последующие подвиги». Он также чувствовал, что качество написания комикса было исключительно низким.
Рецензент из интернет-портала Comic Vine неоднозначно оценил комикс. Он заявил, что идея поисков Кратосом амброзии для спасения Каллиопы была «прекрасным стимулом для комиксов», однако все испортилось, когда различие между настоящим и прошлым стало неясным. Рецензент из Binary Messiah оценил комикс на четыре звезды из пяти и сказал, что на его основе можно сделать полноценную игру: «это одна супер крутая история. Вот это и есть предпосылка для новой игры из серии God of War». Он сказал, что сценарий комикса «показывает горячий бред Кратоса и его эгоизм».
Рецензент из GameSpot заявил, что рисунки очень мутные. Хотя эффект мутности иногда потрясающий, в других случаях он был «отвлекающим, или даже вызывал хохот». Несмотря на критику за мутность, рецензент сказал, что рисунки придаёт рассказу особенный тон, и что «[они] соответствует атмосфере вселенной God of War достаточно хорошо». Джо Джуба похвалил рисунки, заявив, что они «стильные». Рецензент из Binary Messiah был разочарован в рисунках. Он сказал, что они очень мутные и сливаются с чёрным. Помимо этого он заметил, что хотя в рисунках есть некоторый реализм, они не соответствуют атмосфере игры. Он также отметил ошибку с флэшбеками, так как в этих сценах у Кратоса пепельно-белая кожа и красные татуировки, но он не получал их пока не убил свою семью.